# Cake Like
Cake Like war eine Indie-Rock-Band aus New York, bestehend aus Kerri Kenney-Silver (Bass und Gesang), Nina Hellman (Gitarre und Zweitstimme) und Jody Seifert (Schlagzeug).

## Bandgeschichte
Die Band gründete sich 1993 in New York. Bei einem Theaterstück an der New-York-Universität traf Kerri auf Nina, diese hatte gerade vor, eine neue Band mit ihrer Freundin Jody zu gründen. Alle drei hatten vorher noch nie ein Instrument gespielt und bildeten somit ihren eigenen Stil. Ihre Songs sind sehr poetisch, aber zugleich auch abgedreht. Sie trafen auf John Zorn, welcher ihnen ermöglichte, ihr Debüt Delicious unter seiner Plattenfirma Avant Records zu veröffentlichen. Später wurde Ric Ocasek auf sie aufmerksam und dieser brachte die drei Mädels zu einer größeren Plattenfirma, nämlich Vapor Records. Bei diesem Label erschienen dann die beiden Alben Bruiser Queen und Goodbye, So What.
Die Band wurde 1999 aufgelöst, weil die Lead-Sängerin Kerri Kenney, wegen ihrer Schauspielkarriere nach Los Angeles ziehen musste.
Heute ist Kerri Kenney eine bekannte Schauspielerin in den USA. Unter anderen hat sie in dem MTV Film The State mitgespielt, doch ihre wohl bekannteste Rolle hatte sie in der Serie Reno 911!, wo sie eine Polizistin spielte. Die US-Serie wurde 2009 nach der 6. Staffel eingestellt.
Nina Hellman ist auch Schauspielerin, ist aber meistens in Theateraufführungen zu sehen. 2007 wird sie zum ersten Mal mit ihrer ehemaligen Bandkollegin Kerri Kenney-Silver vor der Kamera stehen, beide haben eine Rolle in dem Film Das 10 Gebote Movie, in dem auch Jessica Alba und Adam Brody mitspielen.
Jody Seifert ist heute in der Modebranche tätig.
Ein neues Lebenszeichen der Band gab Nina Hellman Mitte Mai 2007 auf dem offiziellen Myspace. Aufgrund der großen Resonanz der Fans, haben sie sich entschlossen einige Konzerte geben zu wollen. Über ein neues Album wurde nur oberflächlich gesprochen. Dies wurde Anfang November 2007 von ihr zurückgezogen, da es nach Absprache mit Kerri und Jody zeitlich nicht mehr vereinbar wäre.

## Diskografie

### Alben
- 1995: Delicious
- 1997: Bruiser Queen
- 1999: Goodbye, So What

### Singles
- 1996: Mr. Fireman
- 1997: Come N' Play
- 1997: Lorraines Car